# Champigny
Champigny é uma comuna francesa na região administrativa de Borgonha-Franco-Condado, no departamento de Yonne. Estende-se por uma área de 21,21 km². Em 2010 a comuna tinha 2 203 habitantes (densidade: 103,9 hab./km²).